# Mohsin Hamid

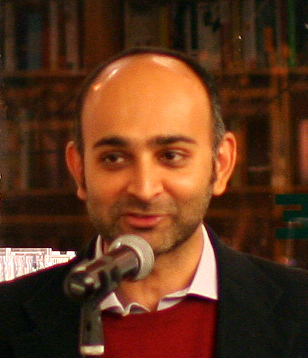
Mohsin Hamid, 2013

Mohsin Hamid (n. 23 iulie 1971, Lahore, Pakistan) este un scriitor pakistanez, stabilit în Londra.

## Biografie
Hamid a studiat economia la Universitățile Harvard și Princeton din Statele Unite. A lucrat apoi ca consultant de afaceri în New York și ca jurnalist independent la Lahore.

## Opere
- Moth Smoke. Farrar, Straus and Giroux, 2000, ISBN 0-374-21354-2.
- The Reluctant Fundamentalist. Hamish Hamilton, 2007, ISBN 0-241-14365-9.
- How to Get Filthy Rich in Rising Asia. Riverhead Books, 2013, ISBN 978-1-59448-729-3.
- Discontent and Its Civilisations: Despatches from Lahore. Hamish Hamilton, New York & London 2014, ISBN 978-024-1146-309.
- Exit West. Hamish Hamilton, 2017, ISBN 978-0-241-97907-5.

## Premii (selecție)
- 2001: Betty Trask Award pentru Moth smoke
- 2008: Anisfield-Wolf Book Award pentru The Reluctant Fundamentalist
- 2017: Los Angeles Times Book Prize (Fiction) pentru Exit West